# Bích Liên
Bích Liên (sinh 14 tháng 7 năm 1944) là một ca sĩ nhạc đỏ người Việt Nam, hoạt động chủ yếu trong giai đoạn Chiến tranh Việt Nam. Vào năm 1984, bà đã được nhà nước phong tặng danh hiệu Nghệ sĩ ưu tú đợt đầu tiên.

## Tiểu sử
Bích Liên, tên đầy đủ là Nguyễn Bích Liên, sinh ngày 14 tháng 7 năm 1944 tại Phủ Thường Tín, tỉnh Hà Đông cũ (nay thuộc thành phố Hà Nội). Nguyên quán của bà ở huyện Thuận Thành, Bắc Ninh. Ngay từ khi mới 14 tuổi, bà đã tham gia vào "Đội Sơn ca" do Đoàn Ca nhạc Đài Tiếng nói Việt Nam thành lập, bên cạnh Thanh Huyền. Sau khi nhập học và tốt nghiệp khoa thanh nhạc Nhạc viện Hà Nội, bà công tác tại Nhà hát ca múa nhạc Việt Nam.
Trong những năm Chiến tranh Việt Nam, Bích Liên đã trình diễn nhiều ca khúc cách mạng gây được ấn tượng sâu sắc với người nghe cả ở Việt Nam lẫn quốc tế. Ngoài là ca sĩ nổi bật nhất hoạt động trong Dàn nhạc giao hưởng Việt Nam, bà còn được mệnh danh là "chim sơn ca" của Đài Tiếng nói Việt Nam qua hàng trăm bài nhạc phát trên đài. Bích Liên cũng thường xuyên xuất hiện tại nơi chiến trường để hát những bài hát mới cho binh sĩ nghe. Các nhạc phẩm nổi bật mà bà từng thể hiện trong giai đoạn này gồm "Tiếng hát giữa rừng Pác Bó" của Nguyễn Tài Tuệ (1959), "Bài ca năm tấn" của Nguyễn Văn Tý (1967), "Chào anh giải phóng quân, chào mùa xuân đại thắng" của Hoàng Vân (1968), "Tình ca Tây Bắc" của Bùi Đức Hạnh (1957), v.v..
Bích Liên đã được nhiều nhạc sĩ "chọn mặt gửi vàng" làm người đầu tiên hát các sáng tác của mình. Bà là ca sĩ đầu thể hiện thành công bài "Biết ơn chị Võ Thị Sáu" của nhạc sĩ Nguyễn Đức Toàn năm 1958. Năm 1967, bà đã trình bày ca khúc "Nổi lửa lên em" do nhạc sĩ Huy Du viết, lần đầu qua Đài Tiếng nói Việt Nam và được khán giả cả nước yêu thích, giúp bài hát sau này nằm trong những nhạc phẩm để đời của cố nhạc sĩ. Vào tháng 9 năm 1969, sau khi Hồ Chí Minh qua đời, bà được đích thân nhạc sĩ Chu Minh đến tận nhà để mời hát bài "Người là niềm tin tất thắng" ông vừa sáng tác, mà đã được chọn làm ca khúc phát trong lễ truy điệu Hồ Chí Minh trên sóng phát thanh quốc gia. Trong khi hát, bà bật khóc nức nở vì không nén được cảm xúc và phải có Chu Minh bên cạnh động viên để giúp hoàn thành nốt nhiệm vụ. Bích Liên sau đó cũng thể hiện bài hát trong đêm trình diễn tại Nhà hát Lớn Hà Nội cùng tháng; tiết mục của bà thành công đến mức khán giả vỗ tay mãi và yêu cầu nữ ca sĩ hát lại một lần nữa.
Bích Liên đã kết hôn với nghệ sĩ piano Hoàng My và có với nhau một người con gái. Năm 1984, nữ ca sĩ cùng chồng được trao tặng danh hiệu Nghệ sĩ ưu tú đợt I. Từ 1975, bà ly hôn chồng và di cư vào Nam, sinh sống tại Thành phố Hồ Chí Minh cũng như làm hội viên của Hội Nhạc sĩ thành phố. Sau khoảng 20 năm hoạt động âm nhạc, bà đã chuyển ngành và không còn tiếp tục sự nghiệp ca hát; điều này lý giải vì sao Bích Liên không được xét duyệt lên danh hiệu Nghệ sĩ nhân dân như các ca sĩ cùng thời khác do chưa đủ thời gian theo tiêu chuẩn.

## Đánh giá
Bích Liên sở hữu chất giọng lirico soprano nổi tiếng trong thời gian hoạt động âm nhạc, với một giọng hát khỏe vang và trong sáng, âm vực rộng, phù hợp với tính chất của thể loại nhạc cách mạng. Chất giọng nữ ca sĩ được đánh giá là dễ nhớ và để lại ấn tượng sâu trong thính giả. Cũng vì vậy mà bà đã được liệt kê vào trong số những ca sĩ nhạc đỏ "lừng danh" nhất và hát hay nhất, bên cạnh các nghệ sĩ khác qua từng thời kỳ.